# Теренций
Публий Теренций Афер или само Теренций (Publius Terentius Afer; Terence; * 195/185/184 пр.н.е. в Картаген; † 159 или 158 пр.н.е. в Гърция) е един от най-прочутите поети на комедии в Древен Рим.
Заедно с Плавт той е най-известният поет, който пише на старолатински и е привърженик на аристократичния Сципионски кръг. Запазени са негови шест комедии, които са играни между 166 пр.н.е. и 160 пр.н.е.
Той идва в Рим като роб. Господарят му, сенаторът Теренций Лукан, разкрива неговите таланти, образова го и го освобождава. Той взема неговото име Публий Теренций, а допълнителното му име Афер (Африканеца) показва, че произлиза от либийското племе Libu-Berber (Бербери). Рожденото му име не е известно. Приятел е със Сципион Млади и Лелий.
През 160 пр.н.е. пътува до Гърция с образователна цел и умира там 159 пр.н.е.

## Биография
Липсва надеждна информация за живота и драматургичната кариера на Теренций. От четири източника се черпят сведения за биографията му: кратката, изпълнена с много клюки, история на Светоний, написана три века по-късно; тенденциозната версия на коментара на пиесите му, направен през 4 век от Елий Донат; постановъчните препоръки, предшестващи текста на пиесите му, както и детайлите около първите им постановки; от пролозите на Теренций към собствените му пиеси, които, въпреки полемичния патос и изкривяването, разкриват някои подробности в драматургичната му кариера.

## Творчество
По-голяма част от информацията изяснява драматургичната кариера на този автор. През краткия си живот той е създал шест пиеси, чието завършване е отбелязано точно:
- „Andria“ („Девойката от Андрос“, 166 г. пр.н.е.)
- „Hecyra“ („Свекърва“, 165 г. пр.н.е.)
- „Heautontimoroumenos“ („Самонаказващият се“, 163 г. пр.н.е.)
- „Eunuchus“ („Евнухът“, 161 г. пр.н.е.)
- „Phormio“(„Формион“, 161 г. пр.н.е.)
- „Adelphi“ („Братята“, 160 г. пр.н.е.).

През 160 г. пр.н.е. са осъществени две последователни постановки на „Свекърва“. Тези дати предизвикват въпроси. „Евнух“, например, е имала толкова голям успех, че нейното представление било повторено и донесло рекордни постъпления за Теренций. Но прологът на „Свекърва“, който той написва година по-късно за третото поставяне на пиесата, създава впечатлението, че дотогава авторът не е постигал голям успех на сцената. Но алтернативно предложените дати също не задоволяват. От началото на кариерата си Теренций е имал щастието да се възползва от сътрудничеството на един изтъкнат тогава актьор Луций Амбивий Турпий. Същият актьор е допринесъл много за успеха на предхождащия Теренций комедиограф в Древен Рим Сесилий. На преклонна възраст този актьор допринесъл много и за славата на Теренций. Не всички пиеси на този автор обаче имат успех. Представянето на „Свекърва“ се проваля два пъти: първото представление се провалило, защото сред публиката плъзнал слуха, че наблизо някакъв акробат ходел по опънато въже, а край него се състезавали двама боксьори; публиката на второто представление набързо напуснала театъра след като разбрала, че наблизо има гладиаторски борби. Теренций се сблъсква и с враждебността на ревниви съперници, най-вече с по-възрастния от него драмописец Луций Ланувин, който отправя поредица от обвинения срещу по-младия си събрат. Главната причина за свадата между двамата бил метода на Теренций. Обичаят бил римските драматурзи да извличат фабули от по-ранните гръцки комедии за богати младежи и трудностите им в постигането на любовта. Адаптациите се различават много една от друга, в зависимост от верността на авторите им към оригинала. Плавт, например, много свободно разработвал оригиналните фабули, докато Лусий ги следвал много педантично. Макар че Теренций бил много отговорен при пренасянето на гръцките образци, той бил обвиняван от Лусий, че използвал „контаминацията“, т.е. включвал в интригата ситуации от второстепенни гръцки източници. Теренций наистина добавял странични интриги. В „Момичето от Андрос“, както в „Евнух“, „Самонаказващият се“ и „Братята“, той адаптира интригата на гръцка пиеса със същото заглавие от Менандър, но прибавя ситуации от друга пиеса на същия автор /“Perinthia“ („Момичето от Перинтия“). В „Евнух“ той прибавя два персонажа, войника и паразита – хрантутник, в пиесата на Менандър „Eunouchos“, които взема от друга пиеса на същия гръцки автор „Kolax“ („Паразитът“). В „Братя“ той прибавя разведряваща сцена от пиеса на гърка Дифил, съвременник на Менандър. Консервативни автори като Лусий негодуват от свободата, с която Теренций разработва гръцките образци. Едно по-късно твърдение упреква Теренций, че пиесите му не са написани от самия него, а са съчинени с помощта на неизвестни високо образовани патриции. Теренций оставя без отговор това злонамерено твърдение. Римляни от по-късно време допускат, че този автор е сътрудничил с творци от кръга на Сципион, възторжени ценители на гръцката литература, сред които най-ерудираният бил военачалника и политика Сципион Африкански Млади. Теренций умира млад, на 35 години. Той заминал за Гърция и не се върнал от това пътуване. Той е умрял в Гърция от болест или е загинал в корабокрушение на връщане. Нищо не се знае за семейния му живот. Известно е само, че е оставил дъщеря и малко имение извън Рим, на виа Апия.
Съвременните учени са били заети с въпроса дали Теренций е бил самобитен творец или обикновен преводач на гръцките пиеси-образци. И двете тези имат ревностни застъпници. Напоследък се налага мнението, че Теренций е бил верен на интригата, етиката и изграждането на характерите в гръцките оригинали. Той е взел от Менанадър хуманността, индивидуализираните характери и деликатния подход към взаимоотношенията и личните им проблеми. Повишеният му интерес към детайла в интригата на „Свекърва“ и „Формион“ е породен от гръцките образци, най-вече от пиесите на Аполодор от Каристия /3 век пр.н.е./

## Комедиите на Теренций
Комедиите на Теренций принадлежат към същия „оперетен“ вид на римската палиата, както и произведенията на Плавт, също така са преработки на гръцки пиеси от „новата“ комедия, обаче и идейно, и стилистически са коренно различни от комедиите на Плавт. Това се вижда още в избора на оригиналите. От шестте комедии на Теренций четири („Момичето от Андрос“, „Самонаказващият се“, „Евнух“ и „Братята“) са въз основа на Менандър, а останалите две („Свекърва“ и „Формион“) представляват преработки на пиеси на малко известния последовател на Менандър Аполодор от Каристос. Съперниците на Менандър, Филемон и Дифил, вече не са представени у Теренций. Римският поет се обръща само към представителите на най-сериозната разновидност на „новата“ комедия. Както и останалите римски комически поети, Теренций не превежда, а преработва гръцките пиеси, но той се старае да запази строгата постройка, последователното развитие на характерите и сериозния тон на своите оригинали. За илюстрация на сериозния стил на Теренций можем да вземем неговата пиеса „Свекърва“ (165 г. пр.н.е.), която принадлежи към жанра на „трогателната“ комедия.

### „Свекърва“
Както обикновено, действието става в Атина между две къщи, от които едната принадлежи на Лахес, а другата на Фидип; в съседство живее хетерата Бакхис. Традиционният пролог, който е обръщение към зрителите, у Теренций никога не служи за експозиционни цели. Експозицията се дава в началната сцена, но понякога запазва своята самостоятелност в това отношение, че за нея се въвежда специална фигура, която изслушва и съпровожда с реплики разказа за изходното положение, като не участва повече в действието. В „Свекърва“ такава фигура е хетерата, приятелка на Бакхис. Нейният диалог с Парменон, роб на героя на пиесата Памфил, съдържа експозицията. Памфил, син на Лахес, обичал горещо хетерата Бакхис и ѝ се клел във вярност. По настояване на баща си той се оженил за Филумена, дъщеря на съседа им Фидип, но този брак още отначало останал фикция. Младият човек продължавал да посещава предишната си приятелка и се надявал, че оскърбената Филумена сама ще го напусне. Но докато Филумена кротко търпи държанието на Памфил, Бакхис почнала да се отнася зле с него и чувствата на Памфил се променили: той охладнял спрямо хетерата, събрал се с Филумена, която обикнал и в която намерил сродна нему душа. След известно време се случило Памфил да замине от Атина и в негово отсъствие Филумена, кой знае защо, намразила свекърва си Сострата, избягала от нея и се върнала при родителите си. Зрителят може би е склонен да смята, че Филумена си е отишла поради тежкия характер на свекърва си, но още най-близките сцени го убеждават, че Сострата е добра жена, която е принудена да слуша постоянно незаслужените упреци на мъжа си. Тя се мъчи да го увери в невинността си спрямо снаха си, но напразно: „Така са си втълпили, че все свекървите са криви.“
Загадката се разрешава в монолога на Памфил, който се връща. Обезпокоен от породилата се вражда между жена му и майка му, той бързо отива в дома на Фидип и заварва Филумена с дете. Още преди брака някой непознат изнасилил жената на Памфил. Майка ѝ Мирина, която скрила това от всички околни, включително и от самия Фидип, се обръща с молба към Памфил да не опозорява нещастната Филумена, дори ако не би искал да я вземе обратно. От неговата женитба са минали вече седем месеца и непосветените в историята на този брак няма да заподозрат нищо нередно. Детето естествено ще бъде подхвърлено, но това пак е право на бащата. Памфил обещал да не оспорва своето бащинство. Все пак той смята за необходимо да разтрогне брака и да преодолее любовта си към Филумена. Положението на Памфил става още по трудно поради доброжелателните отношения на околните, които всячески се стараят да отстранят мнимите пречки за възстановяване на съгласието между съпрузите. Единственият приличен предлог, задето се е отказал от Филумена, това е разногласието между нея и Сострата и синовната любов, която го принуждава да предпочете майка си пред жена си. Но добрата Сострата е готова да отиде с мъжа си на село, за да не бъде в тежест на снаха си. От друга страна, Фидип с възмущение узнава за тайното раждане. Той смята, че Филумена си е отишла поради интригите на Мирина, която не обича Памфил за предишните му връзки с Бакхис и която сега по негово мнение се опитва да се отърве от новороденото си внуче, за да раздели след това Филумена от мъжа ѝ. Двамата старци, Лахес и Фидип, искат невинното в нищо детенце да бъде признато и тази невъзможна за Памфил перспектива окончателно подкопава позициите му. Той предпочита да се скрие навреме – без бащата детето няма да бъде прието в семейството. Старците могат да си обяснят неразбираемото поведение на Памфил само с влиянието на Бакхис и я повикват за преговори. Тази хетера се оказва въплъщение на безкористие и благородство. Тя на драго сърце е готова да помогне на семейното щастие на своя бивш приятел и отива да увери жена му и тъща му, че отношенията ѝ с Памфил са скъсани отдавна. Но каква може да бъде ползата от това необикновено посещение, от идването на хетерата в семейния дом, където нейните уверения никому не са нужни и са само спънка за осъществяването на замисления план? В действието на пиесата само веднъж, в оплакванията на Мирина, се е промъкнало загатване за пътя, по който ще се разреши конфликтът: неизвестният насилник взел пръстена на Филумена. Сега, в последния акт, се явява Бакхис и на нейния пръст стои пръстенът. Посещението, което е направено да отстрани мнимото препятствие, довежда до действителната развръзка. Излизайки от дома на Фидип, Бакхис незабавно изпраща роба Парменон да съобщи на Памфил, че пръстенът, който той ѝ подарил, бил познат от Мирина: оказало се, че това е пръстенът на Филумена. Една вечер Памфил се втурнал при Бакхис с пръстен, взет от момичето, което изнасилил. И той действително е баща на детето, родено от Филумена. По такъв начин Аплодор разработил сюжета за мъж, който изнасилил своята бъдеща жена, т.е. сюжета на Менандровия „Третейски съд“, при същото разрешение на конфликта с помощта на благородната хетера. В заключителната сцена замаяният от щастие Памфил си разменя със своята спасителка Бакхис изискани светски любезности. Тайната на Филумена ще бъде запазена. Старчетата могат да останат с убеждението, че Мирина е повярвала на клетвите на Бакхис и се е помирила със зет си. Само изгарящият от любопитство роб Парменон продължава да недоумява защо неговото съобщение е могло да такава степен да зарадва Памфил. От пролога на „Свекърва“ ние разбираме, че тази пиеса се провалила два пъти. При първото ѝ поставяне (в 165 г.) публиката не останала да я гледа поради интерес към боксьорските борби и въжеиграчите. Когато „Свекърва“ била поставена за втори път (в 160 г.), след първия акт зрителите избягали да гледат гладиаторите. Едва третия път (също в 160 г.) пиесата била представена. Действително, ако зрителите са очаквали силни комични впечатления или обикновените фигури на смешници, „Свекърва“ не е могла да не ги разочарова. Докато у Плавт всяка сцена преследва определен комичен ефект, у Теренций „смешното“ е твърде малко. В „Свекърва“ няма нито един „комичен“ образ – малкото сцени с участието на роби внасят лек хумористичен момент, който никога не избива в буфонада. Тук няма интрига, като развитието на действието произтича от характерите на действащите лица. Пиесата е построена с оглед съчувствието на зрителите към обикновени, не лоши хора, които са се забъркали в трудно положение. От гледна точка на нашата съвременна терминология „Свекърва“ по-скоро вече прилича на „драма“, отколкото на „комедия“.

## Делото на Теренций
В открояването на някои важни детайли той доказва, че е нещо повече от обикновен преводач. Той проявява сръчност и оригиналност при включването на ситуации от второразредни образци. Понякога е въвеждал епизоди, които са плод на личната му инвенция. Пресявал е материала през широко сито. На второ място, той съкращава обстоятелствените пролози, характерни за гръцките образци, и оставя зрителите в неведение както зрителите, така и характерите, за това, което ще се случи. Този „пропуск“ увеличава съспенса /драматичното очакване/, макар че за публиката става по-трудно проследяването на интригата, както е в „Свекърва“. Като се стреми усърдно към изтънчения, но конвенционален, реализъм Теренций изключва от творбите си нереалистичните подходи, например, прякото общуване на актьора с публиката. Той запазва атмосферата на образците, от които черпи, като отчита с точен усет доколко гръцката култура би могла да бъде толерирана в Рим. Той пропуска неразбираемите и трудно обясними за римлянина ситуации от гръцките пиеси. Неговият език е по-чиста версия на говорения тогава латински. От време на време той подчертава индивидуалните характеристики в изказа на отделния персонаж. Тъй като са в по-висока степен реалистични, характерите му не са толкова витални като тези у Плавт /забележителното изключение е Формион/. Но те са изследвани в дълбочина и с по-изтънчен психологически анализ. Някои отделни сцени са запазили въздействената си сила до днес /например, отказването на Бакхида от връзката ѝ с Памфило в „Свекърва“/. Въздействието на Теренций върху възпитанието на римляните и върху по-късния европейски театър е много голямо. Езикът му е възприеман като образец за най-чист латински, а творбите му са били усърдно анализирани и изучавани през античността след него. От Менандър той черпи не само сюжети, но и се стреми да пресъздаде хуманното направление на неговите пиеси, да запази последователността на характерите и сериозния тон на оригиналите. Темите в произведенията му са семейните отношения; конфликтът между бащи и синове: възпитанието, разгледано според принципите на елинистическата философия; любовта, представена за пръв път в римската литература като високо и благородно чувство.

## Сравнение с Плавт
Персонажите на Теренций са влюбени юноши, хетери, свободни девойки, строги и добри бащи, услужливи роби, са надарени с много по-благородни нрави, отколкото у Плавт. Дори типичните отрицателни образи са дадени без прекалена карикатурност. В произведенията на Теренций пролозите са посветени почти без изключение на литературното поле – мика, тъй като е бил принуден да се брани от литературните си противници начело с Ланувин". В самите драми няма обръщение към зрителите, смесване на гръцки и римски черти от бита, нападки и остроти. Музикалната страна е значително опростена. Езикът му съответства на езика на образованите кръгове, стилът му с умерен и сдържан. Теренций има сравнително слаб успех през Античността, критиците смятат, че му липсва достатъчно художествена сила, и го наричат „полу-Менандър". Но тъй като е ценен много като стилист, той е изучаван в училищата, на което се дължи запазването на неговите произведения, а и на много антични коментари към тях. За стила му го ценят и през Средновековието: през X в. монахинята Хросвит имитира Теренций в пиесите си с библейски сюжети. Интересът на следващите времена е насочен главно към композицията на драмите му, които дават по-точна представа и за новоатическата драма. Особено важна роля Теренций играе през XVIII в. – времето на сантименталната комедия: Лесинг разглежда „Братята" като образец на комедийния жанр.
Неговите произведения:
- Andria, от 166 пр.н.е.
- Hecyra, от 165, 160 пр.н.е.
- Heautontimoroumenos, от 163 пр.н.е.
- Eunuchus, от 161 пр.н.е.
- Phormio, от 161 пр.н.е.
- Adelphoe, от 160 пр.н.е.